# Chaetopelma altugkadirorum
Chaetopelma altugkadirorum é uma espécie de aranha pertencente à família Theraphosidae (tarântulas).
Essa espécie é encontrada ao longo do Oriente Médio, nas áres de fronteiras da Turquia e Síria. Esse espécie de aranha se parece muito com a Chaetopelma olivaceum, uma outra espécie muito difundida na região. Foi primeiro descrita pelos pesquisadores Richard C. Gallon, Ray Gabriel, e Guy Tansley em 2012. Com a descrição da nova espécie o gênero Chaetopelma agora possui cinco espécies.

## Outros
Lista das espécies de Theraphosidae (Lista completa das Tarântulas.)